# Michael Artin
Michael Artin   (Hamburg, 28 de juny de 1934) és un matemàtic estatunidenc.

## Vida i Obra
Tot i haver nascut a Hamburg (Alemanya), Artin ha passat la seva vida als Estats Units, ja que el seu pare, Emil Artin va haver d'emigrar el 1937 quan va ser desposseït dels seus càrrecs per les autoritats nazis per estar casat amb una dona jueva. El jove va heretar els talents matemàtics dels seus pares (la seva mare també era matemàtica). A partir de 1946, quan el seu pare va ser nomenat professor de la universitat de Princeton va cursar els estudis secundaris a l'institut local i el 1952 va ingressar a la universitat de Princeton en la qual es va graduar el 1955. Va fer els estudis de postgrau a la universitat Harvard obtenint el doctorat el 1960. A continuació va ser professor a Harvard excepte el curs 1960-61 en el qual va estar a París treballant amb Alexander Grothendieck.
El 1963 va ser nomenat professor de l'Institut de Tecnologia de Massachusetts (MIT), en el qual continua sent professor emèrit. Artin ha rebut nombrosos premis per les seves aportacions científiques i és membre de diferents acadèmies científiques.
Artin ha publicat més de vuitanta articles científics i nou llibres sobre els seus temes d'investigació: la geometria algebraica i l'àlgebra associativa.